# Tishkan (district)
Tishkan est un district de la province de Badakhshan en Afghanistan. Sa population est estimée à 23 000 habitants.